# Live Worship: Blessed Be Your Name
Live Worship: Blessed Be Your Name é o primeiro álbum gravado ao vivo pela cantora Rebecca St. James, lançado a 24 de Fevereiro de 2004.

## Faixas
1. "Lamb Of God" — 5:09
2. "Blessed Be Your Name" — 4:32
3. "Quiet You With My Love" — 4:06
4. "Let My Words Be Few" — 4:38
5. "I Adore You" — 3:51
6. "Above All" — 5:38
7. "Here I Am to Worship" — 3:22
8. "The Power of Your Love" — 10:46

## Tabelas
Álbum
| Tabela (2004)        | Posição |
| -------------------- | ------- |
| Top Christian Albums | 12      |
| Billboard 200        | 187     |